# Sonu (Einheit)
Sonu oder Coriche, kurz nur Cor, war ein Volumen- und Flüssigkeitsmaß von etwas über 73 Wiener Maß  auf der Insel Zypern. 
- 1 Sonu = 5220 Pariser Kubikzoll = 103 4/9 Liter[2]